# Tarenna ridleyi
Tarenna ridleyi är en måreväxtart som först beskrevs av Henry Harold Welch Pearson, George King och James Sykes Gamble, och fick sitt nu gällande namn av Henry Nicholas Ridley. Tarenna ridleyi ingår i släktet Tarenna och familjen måreväxter. Inga underarter finns listade i Catalogue of Life.